# Арагон (Джорджія)
Арагон (англ. Aragon) — місто (англ. city) в США, в окрузі Полк штату Джорджія. Населення — 1440 осіб (2020).

## Географія
Арагон розташований за координатами 34°2′41″ пн. ш. 85°3′25″ зх. д. / 34.04472° пн. ш. 85.05694° зх. д. (34.044832, -85.056939).  За даними Бюро перепису населення США в 2010 році місто мало площу 2,96 км², з яких 2,91 км² — суходіл та 0,05 км² — водойми.

## Демографія
Згідно з переписом 2010 року, у місті мешкало 1249 осіб у 449 домогосподарствах у складі 328 родин. Густота населення становила 422 особи/км².  Було 499 помешкань (169/км²).
Расовий склад населення:
| - 88,5 % — білих - 5,5 % — чорних або афроамериканців - 0,6 % — азіатів - 0,5 % — корінних американців - 2,5 % — осіб інших рас |

До двох чи більше рас належало 2,5 %. Частка іспаномовних становила 5,0 % від усіх жителів.
За віковим діапазоном населення розподілялося таким чином: 29,1 % — особи молодші 18 років, 59,2 % — особи у віці 18—64 років, 11,7 % — особи у віці 65 років та старші. Медіана віку мешканця становила 32,8 року. На 100 осіб жіночої статі у місті припадало 90,7 чоловіків;  на 100 жінок у віці від 18 років та старших — 89,3 чоловіків також старших 18 років.
Середній дохід на одне домашнє господарство  становив 48 822 долари США (медіана — 30 341), а середній дохід на одну сім'ю — 62 813 долари (медіана — 37 396). Медіана доходів становила 32 159 доларів для чоловіків та 30 625 доларів для жінок. За межею бідності перебувало 28,3 % осіб, у тому числі 38,1 % дітей у віці до 18 років та 8,2 % осіб у віці 65 років та старших.
Цивільне працевлаштоване населення становило 441 осіб. Основні галузі зайнятості: виробництво — 20,6 %, мистецтво, розваги та відпочинок — 17,5 %, транспорт — 17,2 %.